# David Speedie
 (mai 2024).
Si vous disposez d'ouvrages ou d'articles de référence ou si vous connaissez des sites web de qualité traitant du thème abordé ici, merci de compléter l'article en donnant les références utiles à sa vérifiabilité et en les liant à la section « Notes et références ».
David Speedie, né le 20 février 1960 à Glenrothes (Écosse), est un footballeur écossais, qui évoluait au poste d'attaquant à Chelsea et en équipe d'Écosse. 
Speedie n'a marqué aucun but lors de ses dix sélections avec l'équipe d'Écosse entre 1985 et 1989.

## Carrière
- 1978-1980 : Barnsley
- 1980-1982 : Darlington
- 1982-1987 : Chelsea
- 1987-1991 : Coventry City
- 1991 : Liverpool FC
- 1991-1992 : Blackburn Rovers
- 1992-1993 : Southampton
- 1992 : Birmingham City
- 1992 : West Bromwich Albion
- 1993 : West Ham United
- 1993-1994 : Leicester City

## Palmarès

### En équipe nationale
- 10 sélections et 0 but avec l'équipe d'Écosse entre 1985 et 1989.

### Avec Chelsea
- Vainqueur du Championnat d'Angleterre de deuxième division en 1984.